# Liaison de signalisation routière en France
Dans le domaine de la  signalisation routière de jalonnement en France, une liaison est un parcours orienté d'un  pôle classé de départ vers un pôle classé d'arrivée. On considère qu'il n 'y a pas de liaisons entre pôles non classés.
Le pôle de départ et le pôle d'arrivée sont appelés pôles extrémités de la liaison.

## Principe d’unicité
En principe, une liaison n’emprunte qu’un seul parcours. Ce parcours correspond à celui utilisé pour la majorité des véhicules de la catégorie concernée du pôle de départ vers le pôle d'arrivée :
- en rase campagne, le choix se porte, en général, sur l’itinéraire le plus rapide ;
- en milieu urbain, le choix se fait en fonction du plan de circulation.

## Classement des liaisons et des réseaux
La notion de classe de liaison a pour but de limiter la longueur des liaisons à une mesure réaliste. Les liaisons sont regroupées pour former des réseaux.

### Règle de nivellement
Le classement d’une liaison se traduit par le nivellement des classes des deux pôles extrémités à la classe la plus faible. Ainsi un pôle de classe III, dans sa liaison avec un pôle de classe II, est considéré comme de classe II.
Cette règle aboutit à ce que, dans les liaisons avec des pôles blancs, les pôles verts soient assimilés à des pôles blancs.

### Classement des liaisons
| Classe du pôle le moins important | Classe de liaison | Liaison dite…   |
| --------------------------------- | ----------------- | --------------- |
| I                                 | D                 | liaison blanche |
| II                                | C                 | liaison blanche |
| III                               | B                 | liaison verte   |
| IV                                | A                 | liaison verte   |
| V                                 | Z                 | liaison verte   |

Le classement des liaisons vertes fait l’objet d’un classement ministériel.

### Types de liaisons
Par convention, on dénomme :
- réseau blanc : l’ensemble des voies supportant des liaisons blanches ;
- réseau vert : l’ensemble des voies supportant des liaisons vertes ;
- Réseau classé : l’ensemble des réseaux vert et blanc ;
- Réseau non classé : le reste du réseau.

## Longueur maximale des liaisons
La longueur maximale des liaisons est fixée en fonction du niveau le plus faible des deux pôles extrémités (application de la règle de nivellement aux niveaux et non aux classes) et de l'éloignement entre ces pôles.

### Définition de l’éloignement
L'éloignement d'un pôle à un autre est le temps de parcours, exprimé en quarts d'heure, de la liaison.
Il est donné par la formule :

où :
- D est la distance en km du pôle de départ au pôle d’arrivée. D doit être comptée à partir du centre des pôles ;
- V est la vitesse moyenne, en km/h, habituelle du parcours. On ne confondra pas V avec la vitesse en heure de pointe ou en heure creuse.

### Calcul d’éloignement
Le calcul d'éloignement étant à la base de la décision d'accepter ou d'écarter une liaison en raison de sa longueur, une grande souplesse existe, liée à la latitude assez importante laissée dans le choix des vitesses à prendre en compte.
Les calculs d’éloignement se traduisent sur une carte des éloignements.

### Critères d’éloignement maximum
Si N est le niveau approché le plus faible de ceux des pôles d'extrémités, l’éloignement maximum entre ces pôles est fixé dans le tableau suivant :
| Réseau         | Critère d’éloignement maximum |
| -------------- | ----------------------------- |
| Milieu urbain  | E ≤ N                         |
| Réseaux C et D | E ≤ 2 N                       |
| Réseaux A et B | E ≤ 3 N                       |
| Réseaux Z      | E ≤ 4 N                       |

## Règle d'écran
Lorsque plusieurs pôles de même importance se succèdent on peut considérer que le premier occulte les suivants pour un observateur situé avant lui, d'où le nom de règle d'écran : lorsqu'il existe dans une direction donnée plusieurs pôles successifs de même classe (après application de la règle de nivellement), on considère que le premier pôle constitue un repère suffisant pour l’usager voulant atteindre le deuxième, et ainsi de suite.

## Règle de domination
Le phénomène de domination traduit la façon dont les usagers ressentent, à distance, un pôle situé à proximité d'un pôle plus important. Il s'agit d'une atténuation de la règle d'écran.

## Sources
- Instruction interministérielle du 22 mars 1982 relative à la signalisation de direction.